# یاچا کوچو
یاچا کوچو (به اسپانیایی: Jach'a K'uchu) یک کوه در پرو است که در منطقه موکگوا واقع شده‌است. یاچا کوچو ۵٬۲۰۰ متر بالاتر از سطح دریا واقع شده‌است.